# ローデシア・ドル

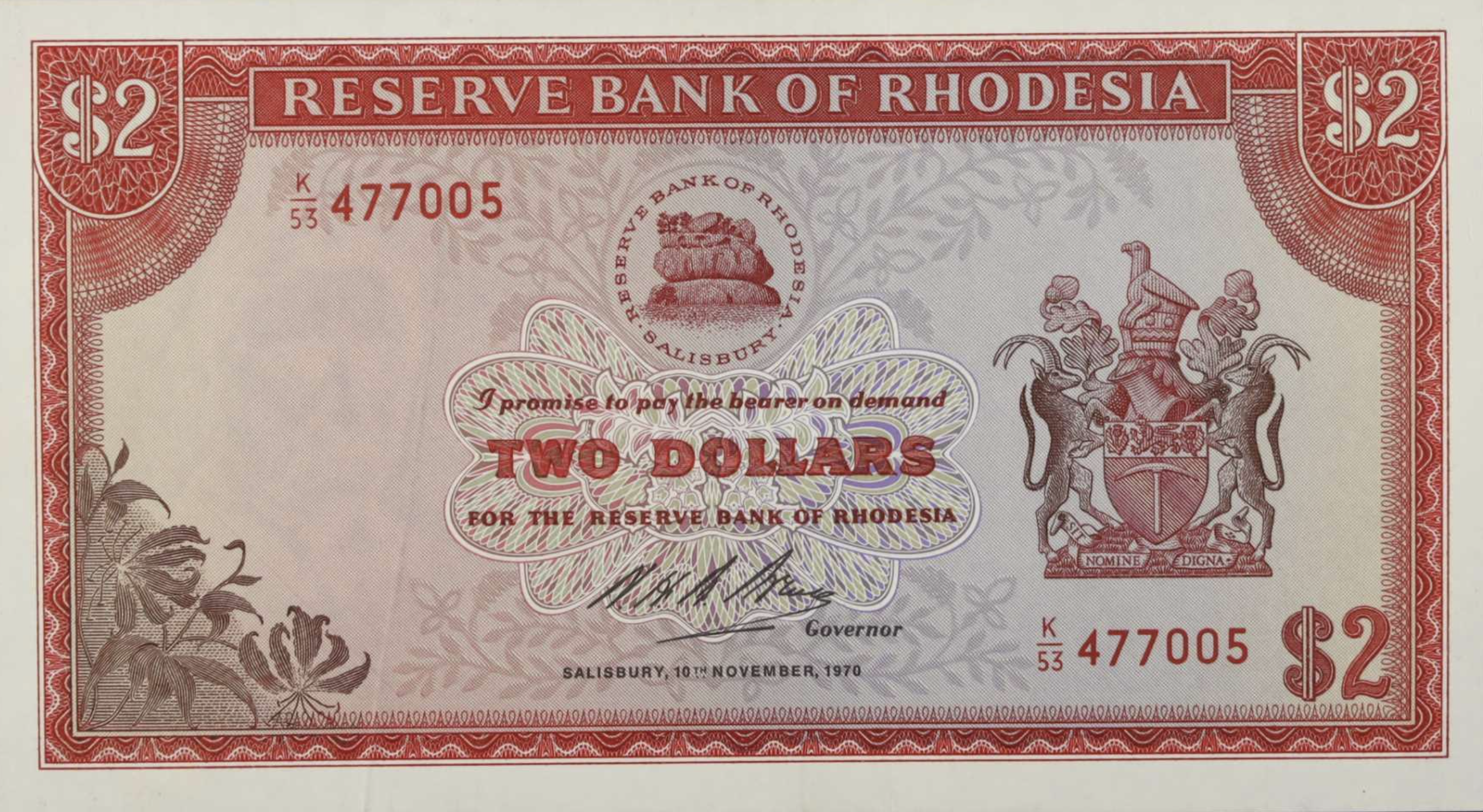
2ドル札（1970年発行）

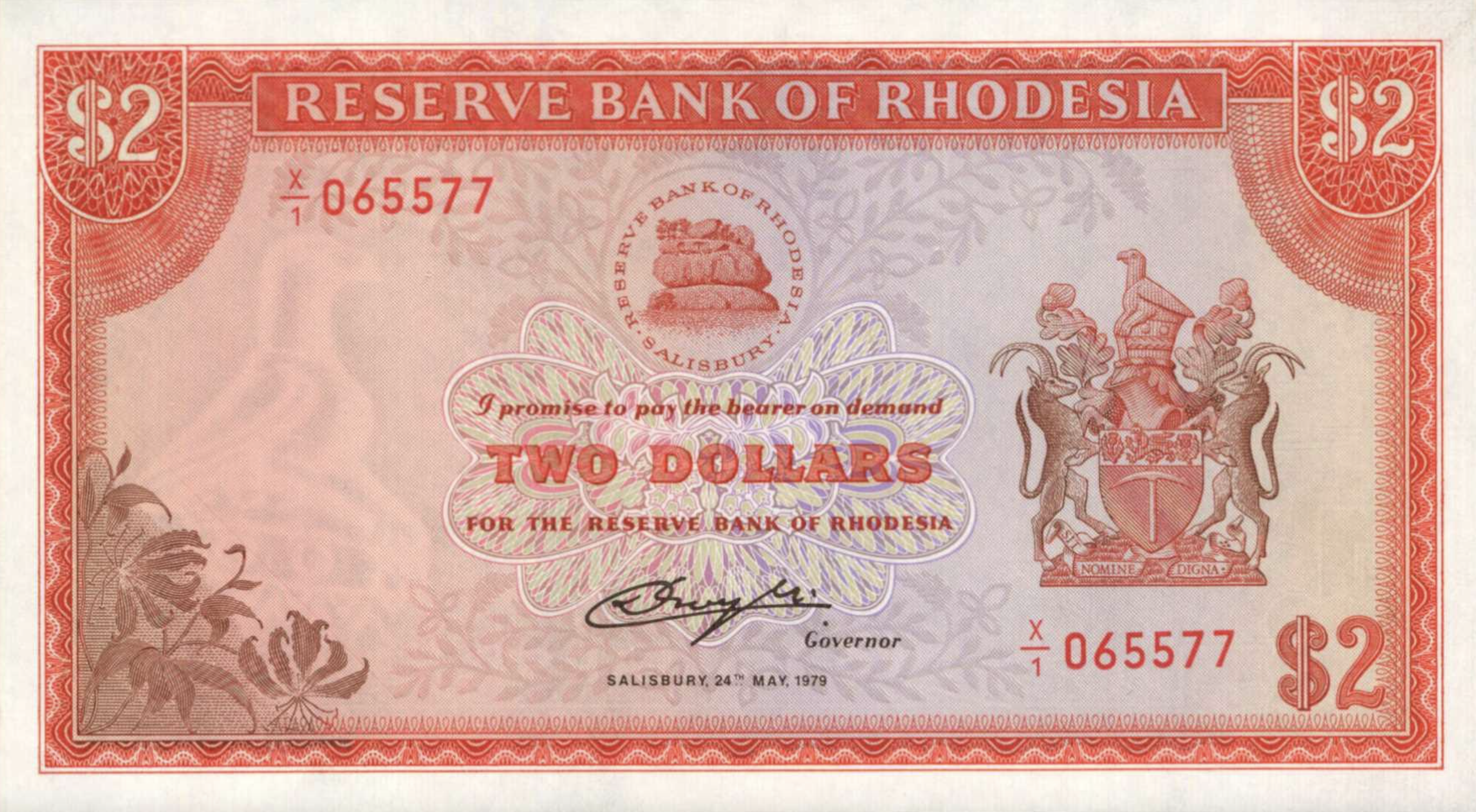
2ドル札（1979年発行）

ローデシア・ドル (Rhodesian dollar) は、1970年から1980年までローデシア共和国で用いられていた通貨単位。通貨記号はR$。補助単位はセントで1ドル＝100セント。
1970年にローデシア・ポンドと等価として導入された。1980年にローデシア・ドルはジンバブエ・ドルに等価として置き換えられた。
| 先代 ローデシア・ポンド 理由：十進法化 比率：2ドル = 1ポンド | ローデシアの通貨 1970 – 1980 | 次代 ジンバブエ・ドル 理由：独立 比率：等価 |